# Ева Марисол Гутовски
Ева Марисол Гутовски (енгл. Eva Marisol Gutowski; Бреја, 29. јул 1994), позната као енгл. MyLifeasEva, је Јутуб инфлуенсерка и глумица са 11,4 милиона претплатника, четврта на ранг листи Famechangers Digital Star. People ју је назвао најбржом звездом у успону на Јутјубу. Такође је уврштена на Billboard листу звезда друштвених мрежа. Ауторка је књиге о практичним животним саветима My Life as Eva: The Struggle is Real.

## Биографија
Рођена је 29. јула 1994. у Бреји где је завршила средњу школу. Афроамеричког, немачког, ирског, пољског и порториканског је порекла. Студирала је на Калифорнијском државном универзитету у Фулертону. Године 2016. се изјаснила као веганка и бисексуалка. У првој сезони Escape the Night је глумила главну улогу, а у другој се појавила у пилот епизоди. Покренула је 22. марта 2017. шоу Me and My Grandma на свом Јутјуб каналу. У августу 2017. је МТВ најавио да ће се Гутовска придружити Total Request Live заједно са колегиницама Габи Ханом и Ђиђи Горџсом. Године 2019. се појавила у реклами непрофитне организације Људи за етичко поступање према животињама, протестујући против морских паркова који држе сисаре и друге животиње затворене у резервоарима. Године 2020. се појавила у сегменту We the People на Националној демократској конвенцији 2020. са својим оцем. Године 2021. се посветила музици под псеудонимом Марисол када је објавила прву песму Hawaii.

## Филмографија
| Година | Филм                       | Белешке                   |
| ------ | -------------------------- | ------------------------- |
| 2015   | How to Survive High School | Главна улога (6 епизода)  |
| 2016   | Escape the Night           | Главна улога (10 епизода) |
| 2016   | Чудакиње                   | Једна епизода             |
| 2017   | Me and My Grandma          | Главна улога (6 епизода)  |
| 2018   | All Night                  | Главна улога (10 епизода) |
| 2019   | How to Survive a Break-Up  | Главна улога (6 епизода)  |